# Exército da Ucrânia
As Forças Terrestres da Ucrânia (em ucraniano:  Сухопу́тні військá Збрóйних сил Украї́ни), também conhecidas como Exército da Ucrânia, são o ramo terrestre das Forças Armadas da Ucrânia. Era parte do Exército Soviético, herdando suas formações, unidades e estabelecimentos após o colapso da União Soviética.
O Exército foi reduzido e abandonado após 1991 e, como resultado, estava em ruínas em 2014. Contudo, após o ínicio da Guerra em Donbass, a Ucrânia embarcou em um programa de modernização e ampliação de suas Forças Armadas.

## História

### 1917-1921
Antes da Revolução de Outubro de 1917, existiam três estados autônomos no que hoje é a Ucrânia. Cada um desses estados possuía forças armadas próprias, com o exército da República Popular da Ucrânia amplamente considerado o pilar do Exército atual ucraniano.
As Forças Armadas da Ucrânia afirmam ser os herdeiros das unidades ucranianas que existiram de novembro de 1917 a novembro de 1921. Durante este período, o atual território da Ucrânia foi dilacerado pela Guerra Civil Russa.
Outros movimentos armados de independência existiram tanto na Primeira Guerra quanto na Segunda Guerra Mundial, e cada um desses exércitos possuíam organização e uniformes distintos. Essas forças armadas foram eventualmente incorporadas aos países vizinhos, como a Polônia, União Soviética, Hungria, Romênia e Checoslováquia.

### Refundação de 1991
Após a declaração de independência ucraniana em 1991, a Ucrânia herdou praticamente todas as unidades soviéticas que estavam em seu território, o que totalizava um efetivo de aproximadamente 780 mil soldados, 7 mil veículos blindados, 6 mil tanques e 2 mil ogivas nucleares.
Em 1994, a Ucrânia assinou o Tratado de Não Proliferação de Armas Nucleares (TNP) e entregou suas ogivas nucleares à Rússia em trocas de garantias de segurança, que ficou marcado no Memorando de Budapeste.
Logo após a independência, sucessivos governos começaram a diminuir o tamanho das forças armadas, com orçamento e pessoal severamente reduzidos.
Em dezembro de 1996, o presidente ucraniano Leonid Kuchma revelou que até 191 batalhões de infantaria mecanizada e de tanques careciam de manutenção e estavam incapazes de operar.

### Década de 2000
O Exército foi rotineiramente reduzido até ter metade do efetivo original na década de 2000. Mesmo assim, participou de múltiplas missões de paz da Organização das Nações Unidas (ONU), além de participar da Guerra do Iraque e da Guerra do Afeganistão.

### Crise de 2014
Em 2014, a Ucrânia passou por um período de crise, resultando na derrubada do governo durante o Euromaidan. Logo após a revolução, forças especiais russas (os "homenzinhos verdes") cercaram e capturaram as bases militares ucranianas na península da Crimeia. As forças ucranianas na Crimeia não estavam em condições de combate contra os russos e se renderam com resistência mínima. A Crise da Crimeia resultou na anexação da península pela Rússia. Após a anexação pela Rússia, apenas 6.000 dos 20.300 soldados ucranianos estacionados na Crimeia antes da anexação deixaram a península. O resto ficou na Crimeia e desertou para a Rússia.

### Guerra em Donbas
No mesmo ano, separatistas armados pelas forças armadas russas começaram uma rebelião no leste da Ucrânia, começando a Guerra em Donbas. O Exército Ucraniano teve dificuldades de travar a guerra devido ao equipamento velho, falta de moral e liderança inepta.

#### Modernização

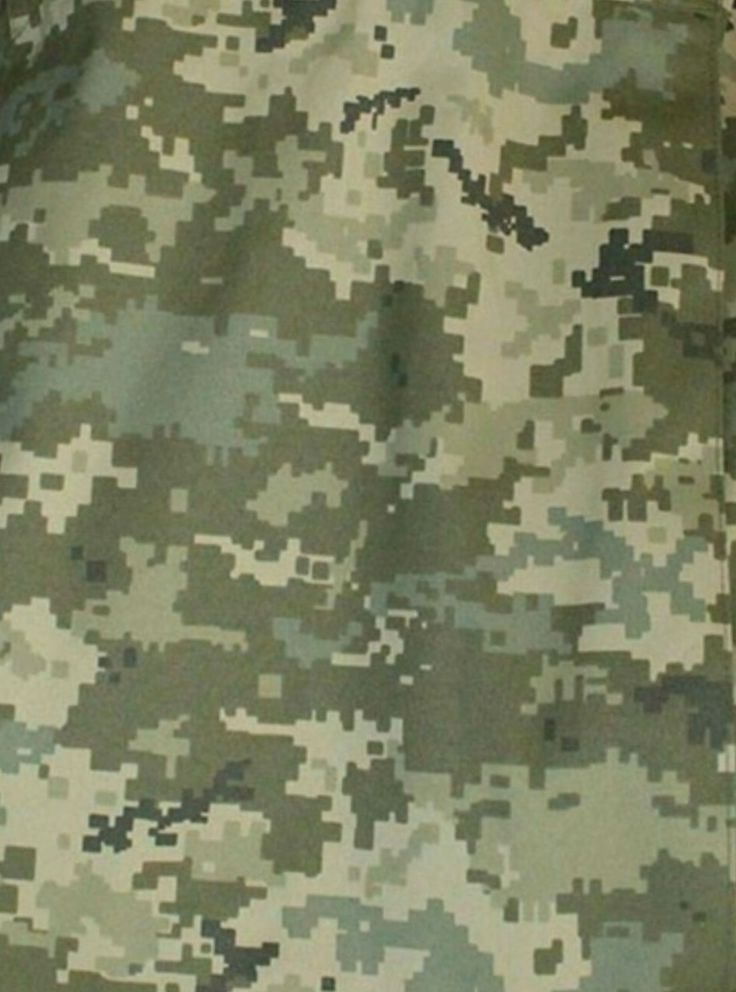
Padrão de camuflagem digital MM14, criado pelo programa de modernização.

Após o começo da guerra, em abril de 2014, a Ucrânia passou a adquirir armamentos de países ocidentais e membros da Organização do Tratado do Atlântico Norte (OTAN), ao mesmo tempo que modernizava seus antigos equipamentos de origem soviética.  Em 2016, o Exército inaugurou um novo uniforme militar, usando uma camuflagem digital ao estilo dos exércitos ocidentais, com camuflagens MARPAT e CADPAT, se distanciando dos antigos uniformes ao estilo soviético, servindo também de forma prática, uma vez que os separatistas russos usavam o mesmo uniforme que os ucranianos.
Outra mudança importante foi modernizar a doutrina estratégica e tática: ao contrário do antigo estilo soviético que enfatizava decisões feitas de cima para baixo, onde líderes precisavam buscar permissão para mudar as ordens dadas pelos comandantes, foi adotado o estilo da OTAN, onde sargentos e oficiais subalternos tem mais iniciativa e permissão para tomar decisões por conta própria para se adaptarem às constantes mudanças no campo de batalha. Além disso, diversas reformas visando eliminar a corrupção também foram realizadas.
Em março de 2014, as forças armadas tinham 129 950 militares no serviço ativo, crescendo até 204 000 soldados em maio de 2015.
Em 2016, cerca de 75% do Exército era formado por profissionais. As forças terrestres da Ucrânia tem recebido tanques mais modernos, veículos blindados de transporte de pessoal e muitos outros tipos de equipamentos de combate, como lançadores antiaéreos e armas antitanque.

### Invasão da Ucrânia pela Rússia em 2022
Em 24 de fevereiro de 2022, a Rússia iniciou uma invasão de larga escala na Ucrânia. O Exército da Ucrânia tem participado da maioria dos combates no conflito. O fluxo de materiais e suprimentos cedidos pelo Ocidente durante o conflito, bem como os esforços de mobilização, resultaram em uma expansão maciça da força.

## Galeria

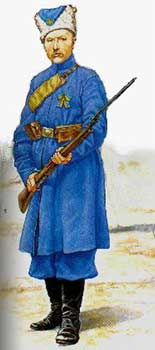
Desenho de um soldado do Exército Popular da Ucrânia (1917-1921).
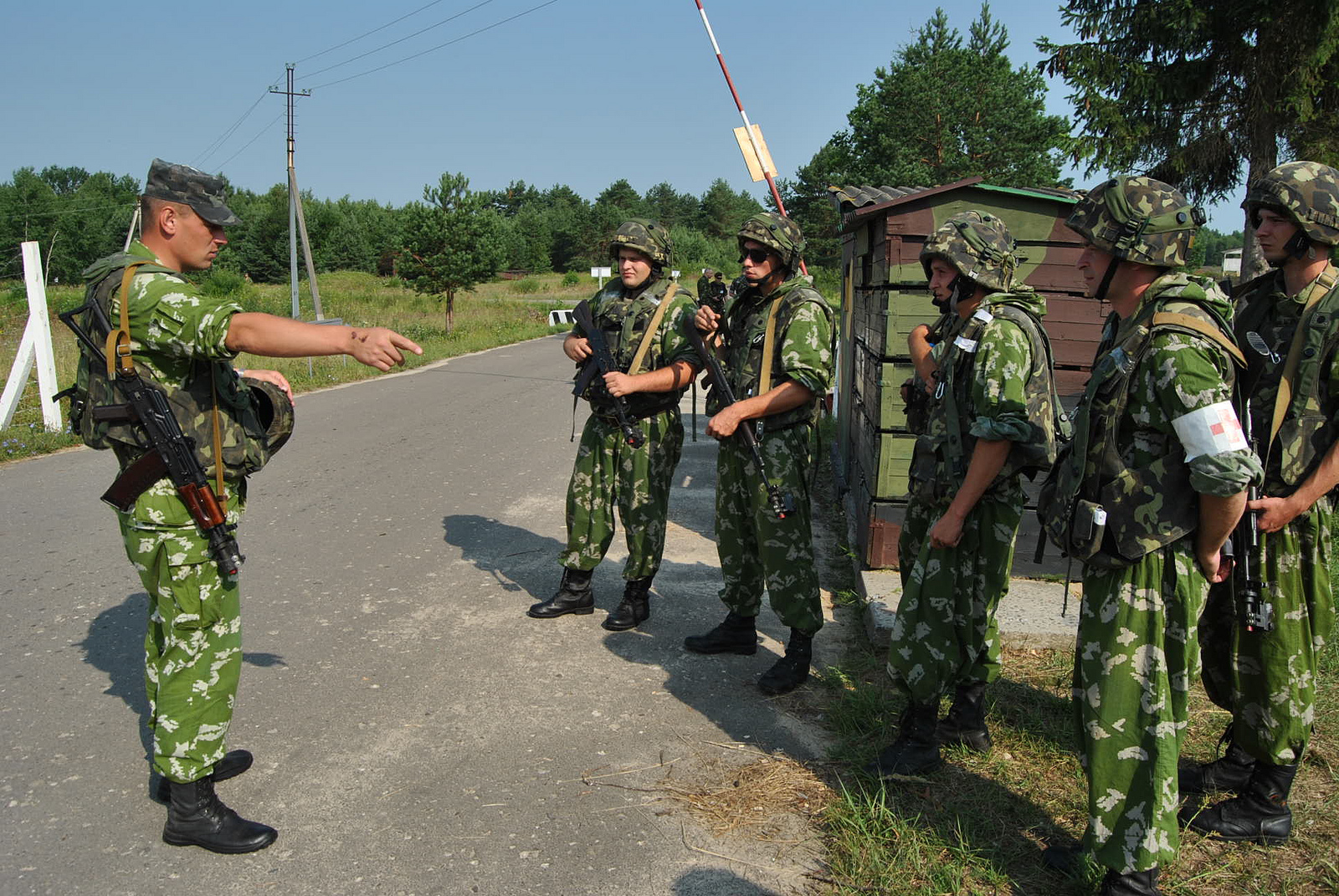
Soldados ucranianos com equipamentos soviéticos em 2013, antes da Crise da Crimeia
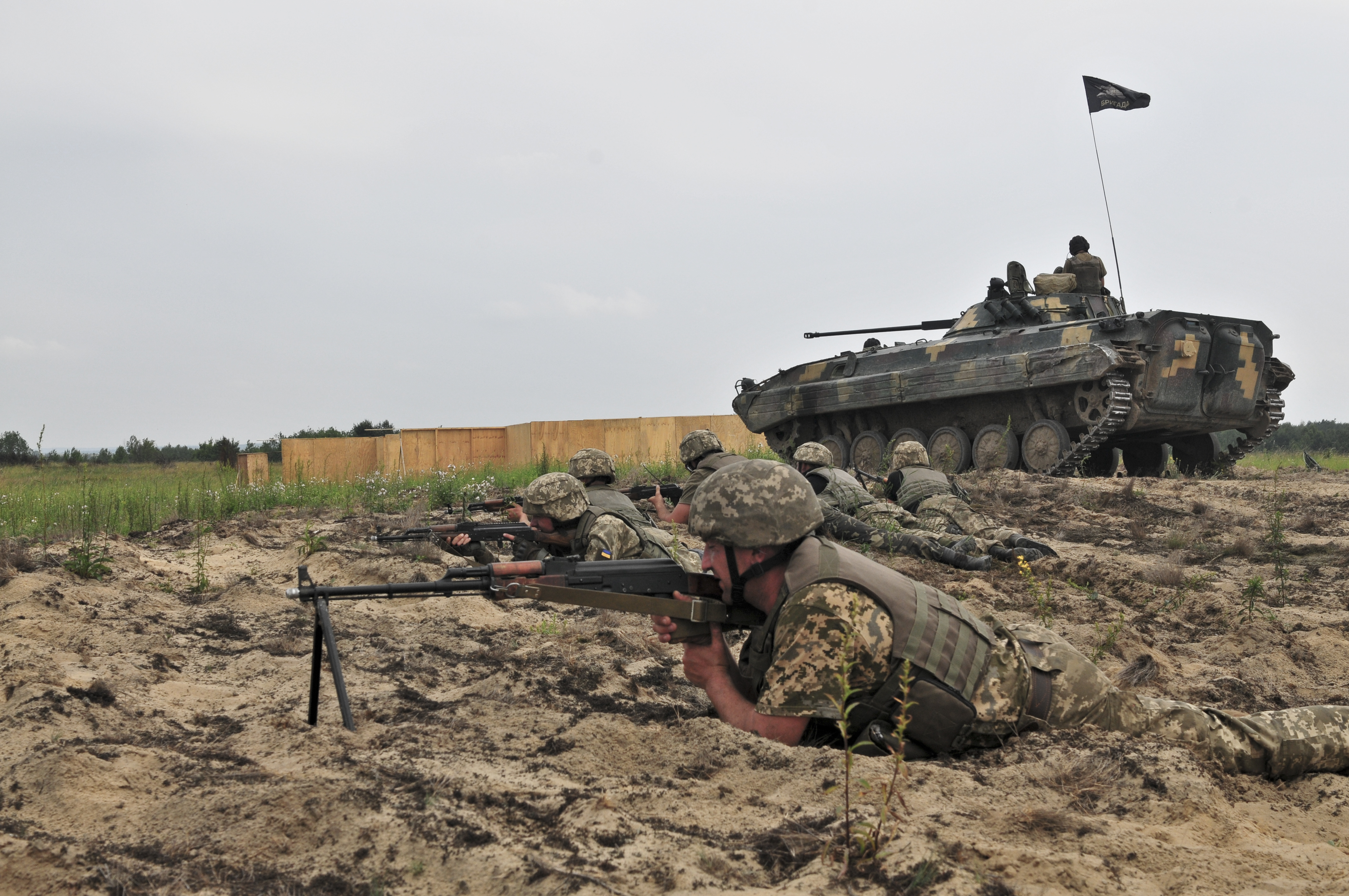
Soldados ao lado de um BMP-2 em um exercício.
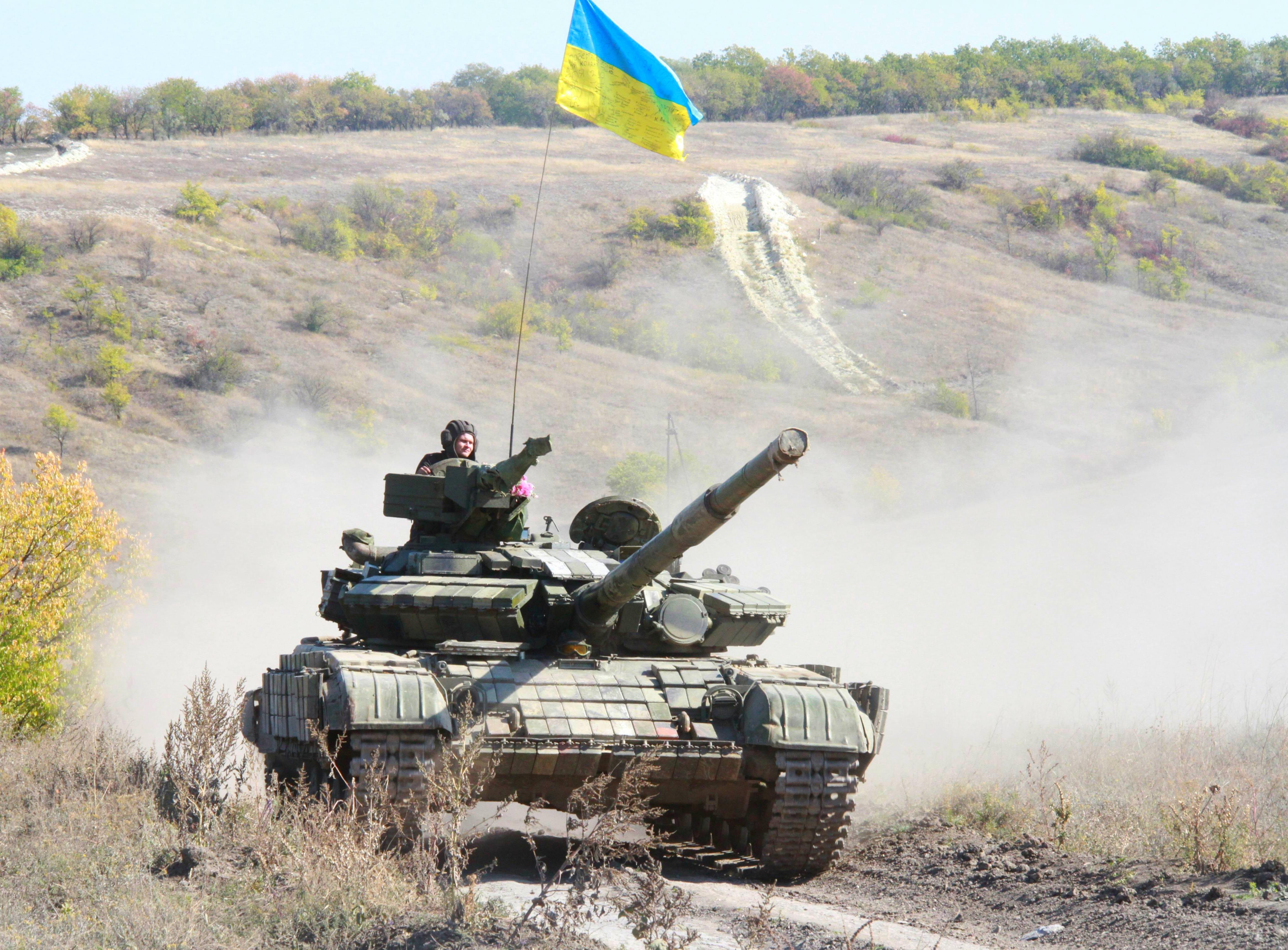
Um tanque T-64BV ucraniano.
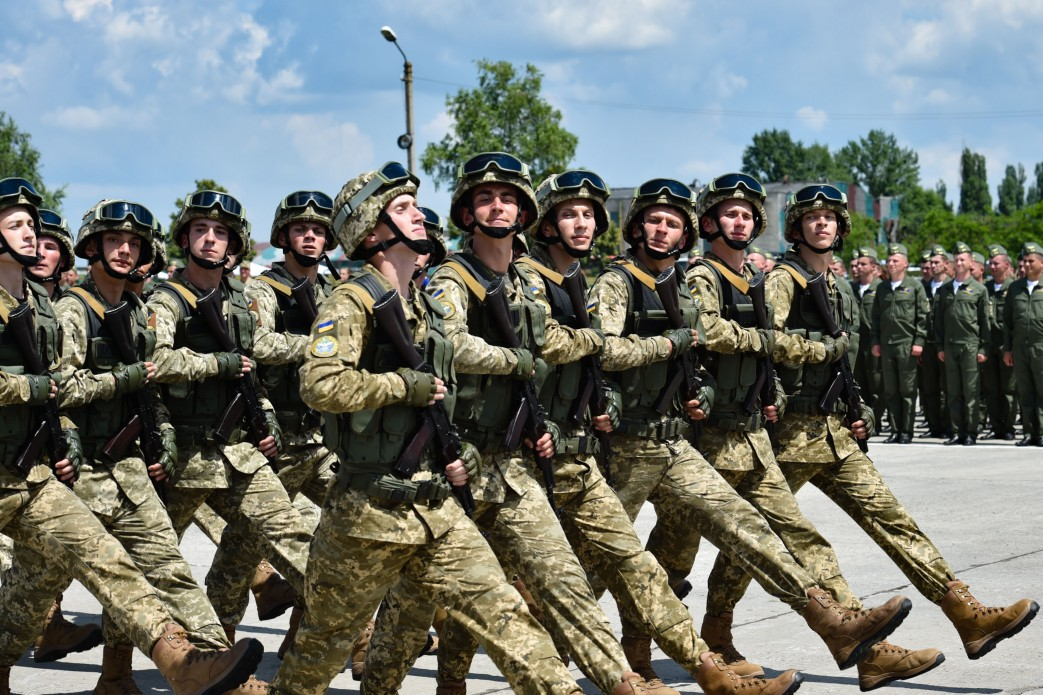
Militares da Ucrânia.
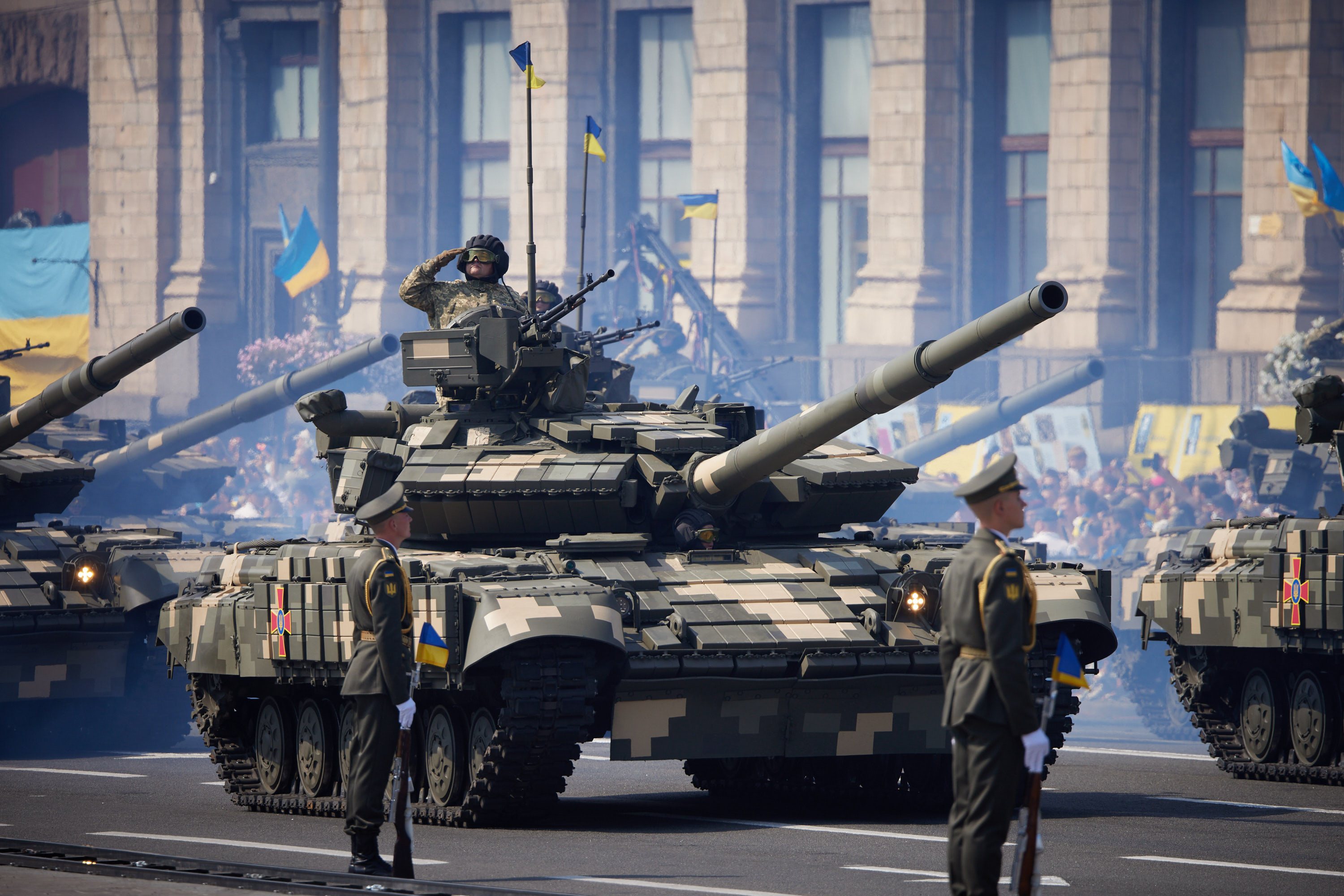
Tanques de guerra T-64BV ucranianos num desfile militar em 2021, um ano antes da invasão ucraniana.
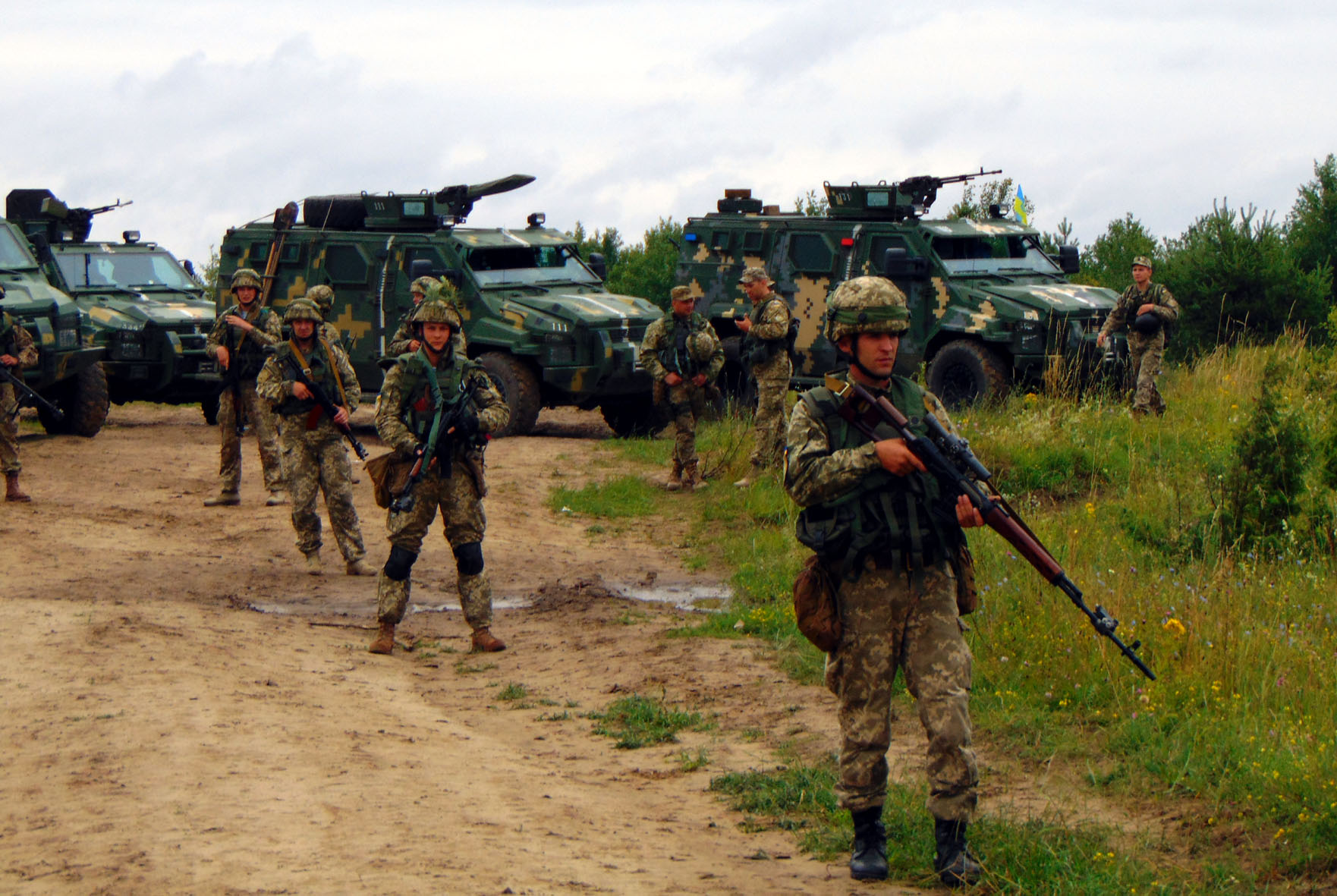
Soldados ucranianos em um exercício de treinamento.
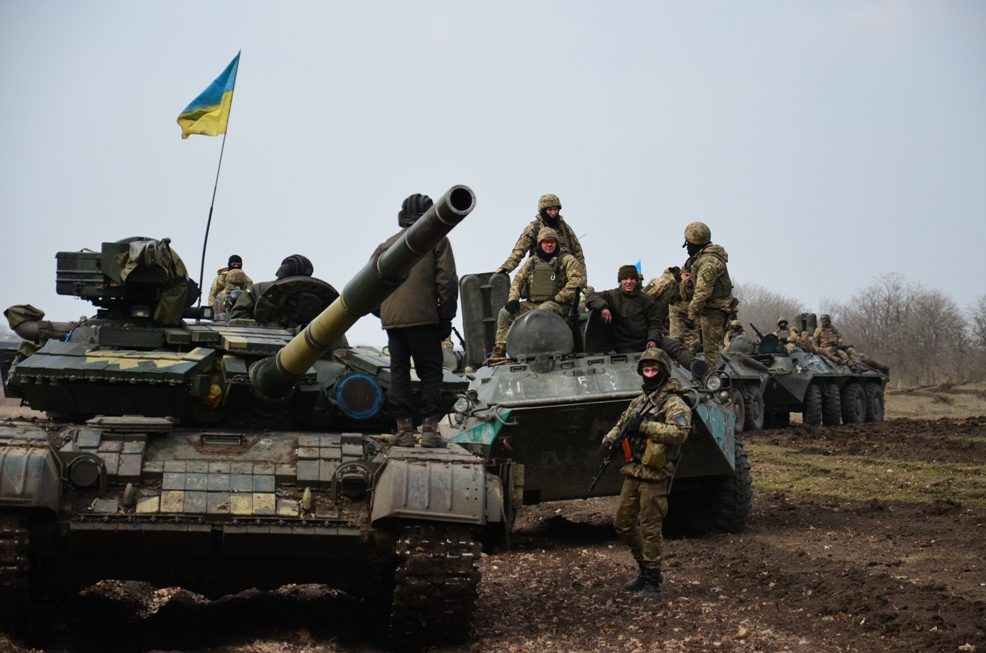
Blindados e soldados ucranianos.
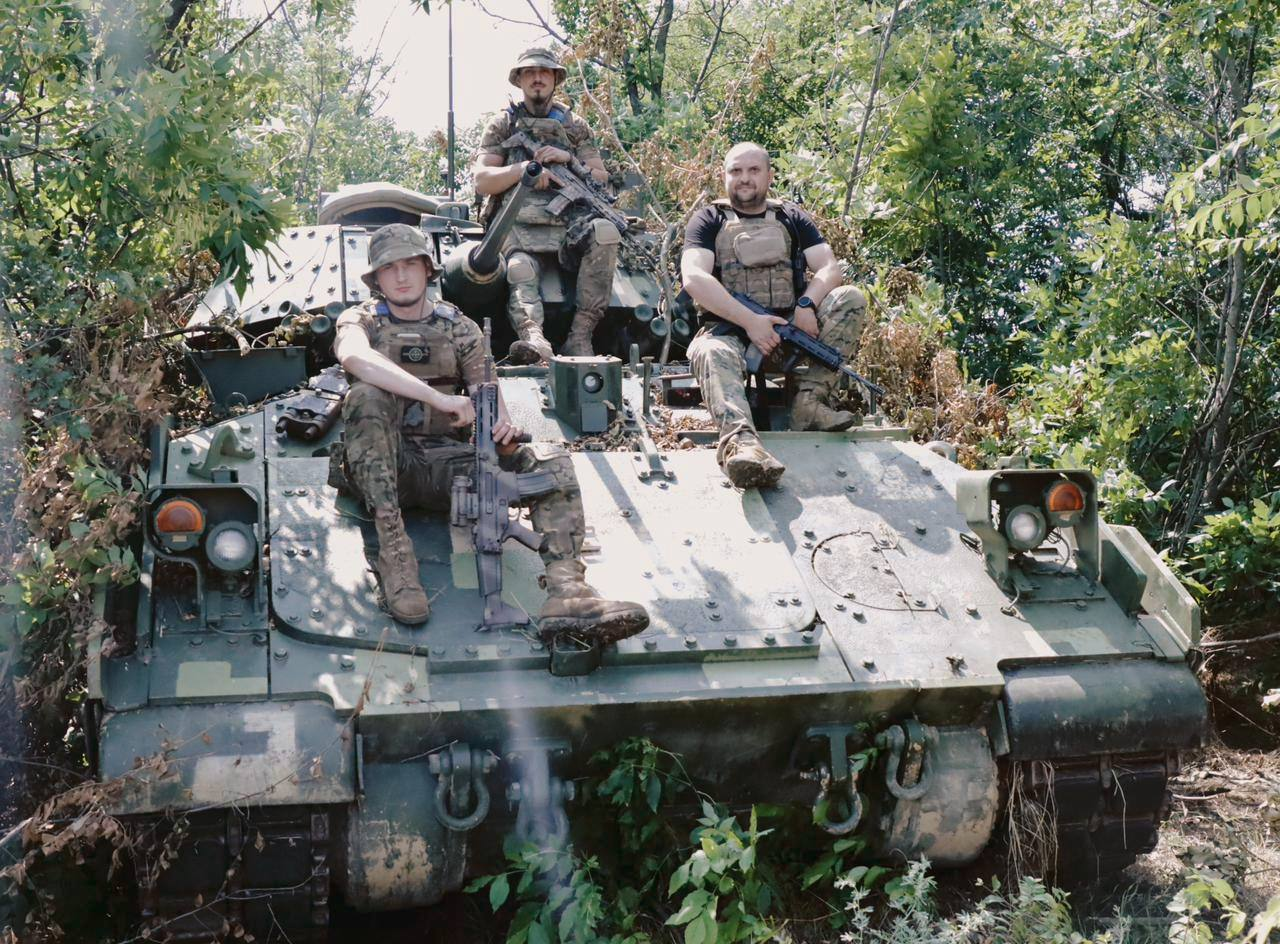
Soldados ucranianos com um blindado Bradley (VCI) e fuzis Bushmaster ACR, ambos de fabricação estadunidense, durante a Invasão da Ucrânia em 2023.
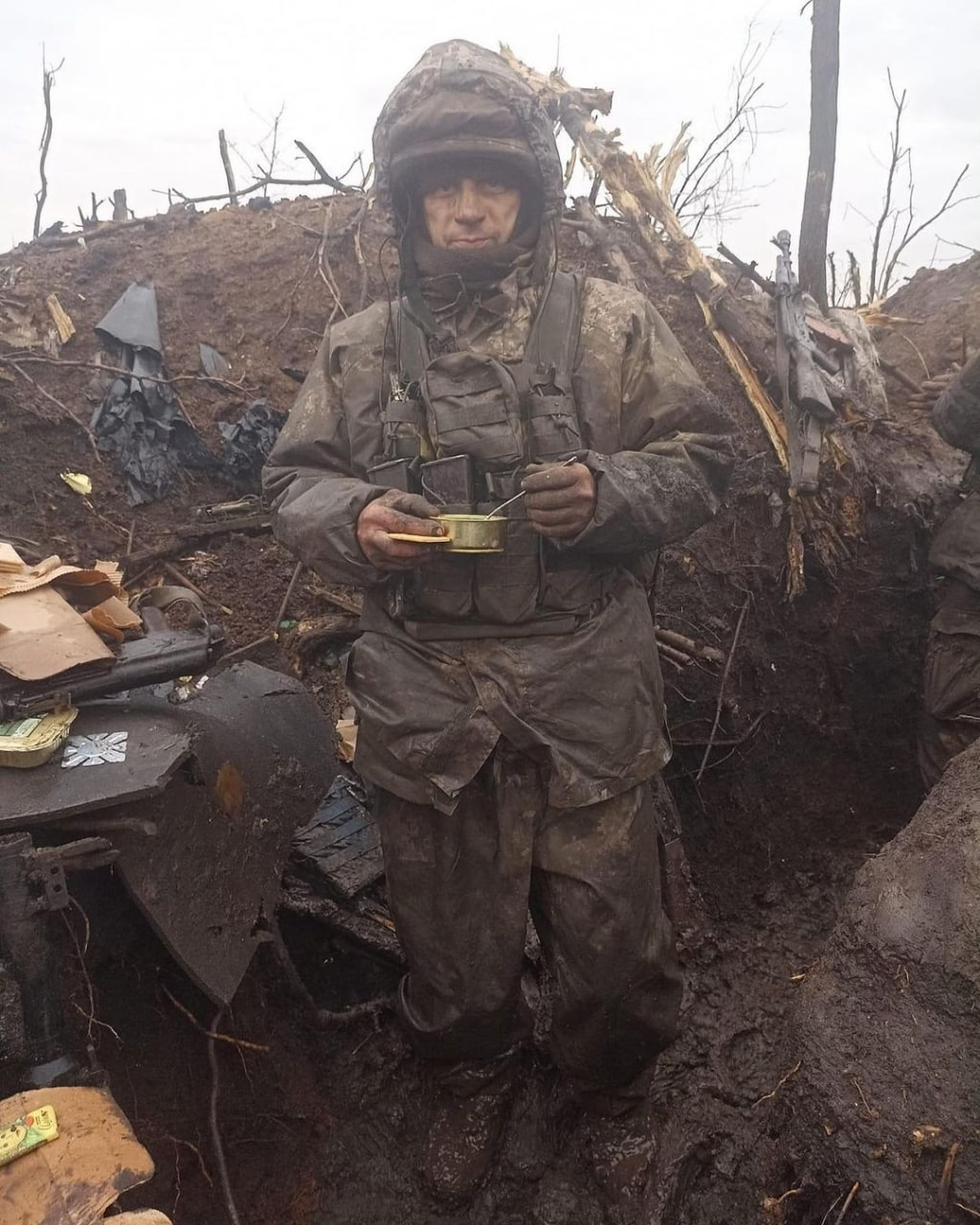
Soldado ucraniano em uma trincheira durante a Batalha de Bakhmut em Novembro de 2022
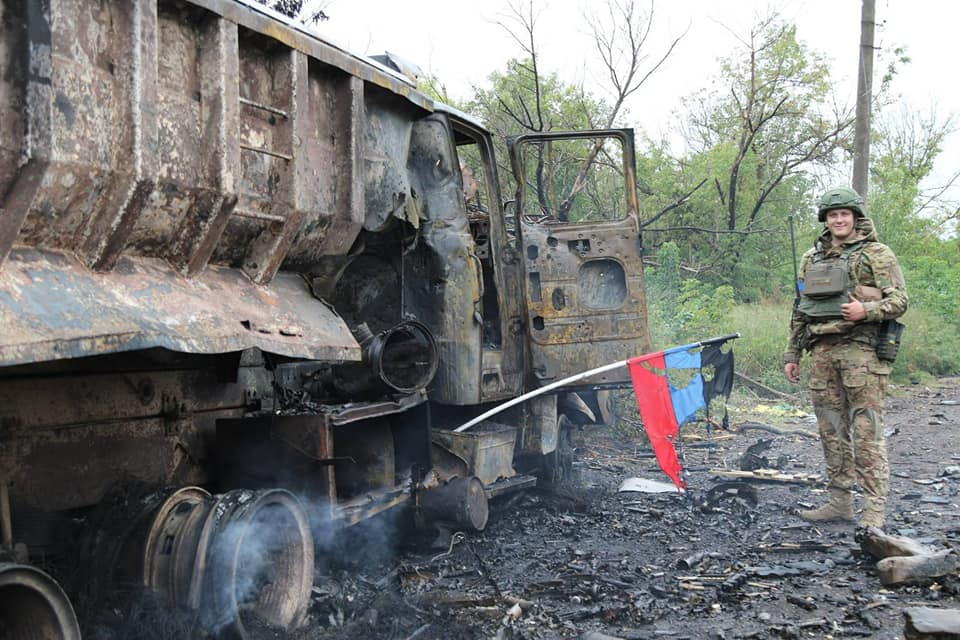
Militar ucraniano com veículo de separatistas de Donetsk destruído